# HR 3384
HR 3384 (11 G. Компаса; 11 G. Pyxidis, сокращ. 11 G. Pyx) — звезда в  созвездии южного полушария неба Компас. Звезда имеет видимую звёздную величину +6,38m  и, согласно шкале Бортля, звезда видна невооружённым глазом деревенско-пригородном небе (англ. Rural/suburban transition).
Из измерений параллакса, полученных во время миссии Gaia известно, что звезда удалена примерно на 39,732 св. лет (12,181 пк) от Земли. Звезда наблюдается южнее 59° с.ш., то есть видна южнее  Шотландии, о. Хийумаа, Рыбинского водохранилища, Аляски, пров. Квебек. Лучшее время наблюдения — январь.
Звезда HR 3384 движется довольно быстро относительно Солнца: её радиальная гелиоцентрическая скорость равна 16 км/с, что почти в 2 раза больше скорости местных звёзд Галактического диска, а также это значит, что звезда удаляется от Солнца. Звезда  приближалась к Солнцу на расстояние 39,12 св. лет 28 000 лет назад, когда она увеличивала свою яркость на 0,03m до величины 6,35m. По небосводу звезда движется на северо-запад, проходя по небесной сфере со 1,35 угловых секунд в год.
Средняя пространственная скорость HR 3384 имеет компоненты (U, V, W)=(-75.2, 6.4, -24.6), что означает U=−75,2 км/с (движется от галактического центра), V=6,4 км/с (движется по направлению галактического вращения) и W=−24,6 км/с (движется в направлении южного галактического полюса).

## Имя звезды
HR 3384 является обозначением Каталога ярких звёзд. У звезды также есть обозначение 11 G. Компаса (латинизированный вариант лат. 11 G. Pyxidis) являющееся обозначением Гулда.

## Свойства HR 3384
HR 3384 — судя по её спектральному классу G9V звезда является карликом спектрального класса G, что указывает на то, что водород в ядре звезды ещё является ядерным «топливом», то есть звезда, пока ещё, находится на главной последовательности. Звезда, судя по её массе, которая равна солнечной: 0,75 {\displaystyle M_{\bigodot }}, родилась как карлик спектрального класса K2. В то время её эффективная температура была около 4900 К, а радиус 0,75 {\displaystyle R_{\bigodot }}. Сейчас звезда излучает энергию со своей внешней атмосферы при эффективной температуре около 5290 К, что придаёт ей характерный жёлтый цвет.
В связи с небольшим расстоянием до звезды её радиус может быть измерен непосредственно, и такая попытка была сделана в 1972 году. Данные об этом измерении приведены в таблице:
| Имя звезды | Год  | m    | Спектр | D (mas) | Rабс ({\displaystyle R_{\bigodot }}) | Комм.  |
| HR 3384    | 1972 | 6,37 | K0V    | 0,64    | 0,85                                 | [ 19 ] |
| Глизе 309  | 1983 | 6,37 | K0V    | —       | 0,84                                 | [ 20 ] |

Сейчас мы знаем, что радиус звезды должен быть 0,76 {\displaystyle R_{\bigodot }}, то есть измерение 1983 года было более адекватным, но недостаточно точным. Светимость звезды, равная  0,403 {\displaystyle L_{\bigodot }}, типична для звезды спектрального класса G9.
Звезда имеет поверхностную гравитацию, характерную для карлика 4,56 СГС или 363,1 м/с2, то есть на 32,5% больше, чем на Солнце (274,0 м/с2). Звёзды, имеющие планеты, имеют тенденцию иметь большую металличность по сравнению Солнцем, одгако HR 3384  имеет значение металличности — −0,36, то есть почти 43,6% от солнечного значения, что позволяет предположить, что звезда «пришла» из других областей Галактики, где было довольно мало металлов, и рождено в молекулярном облаке благодаря менее плотному звёздному населению и меньшему количеству сверхновых звёзд. У звезды была обнаружена поверхностная магнитная активность с периодическим циклом 3050+558
−408 дн.. HR 3384 была
исследована на предмет наличия остаточного диска или планет, но по состоянию на 2012 год ничего не было обнаружено.
Скорость вращения HR 3384 измеренная напрямую либо превосходит солнечную почти в 3,25 раз и равна  6,79 км/с, что даёт период вращения звезды — 5,82 дня, либо равна 40,2 дн., что даёт скорость вращения звезды равную 0,94 км/с. Однако поскольку звезда старше солнца, то второе значение ближе к реальному.
Звезда довольно старая: её текущий возраст равен 5.7–6,5 млрд. лет. Также известно, что звёзды с массой 0,75 {\displaystyle M_{\bigodot }} живут на главной последовательности порядка 22,4 млрд. лет, то есть очень не скоро HR 3384 станет красным гигантом, а затем, сбросив внешние оболочки, станет белым карликом.

## Ближайшее окружение звезды
Следующие звёздные системы находятся на расстоянии в пределах 20 световых лет от звезды HR 3384 (включены только: самая близкая звезда, самые яркие (<6,5m) и примечательные звёзды). Их спектральные классы приведены на фоне цвета этих классов (эти цвета взяты из названий спектральных типов и не соответствуют наблюдаемым цветам звёзд):
| Звезда    | Спектральный класс | Расстояние, св. лет |
| Глизе 320 | K1 V               | 6.11                |
| Глизе 318 | DA5.5              | 10.72               |
| Глизе 320 | M3V                | 10.51               |
| Глизе 370 | K5V                | 13.32               |
| Глизе 357 | M2.5V              | 14.58               |

Рядом со звездой, на расстоянии 20 световых лет, есть ещё порядка 20 красных, оранжевых карликов и жёлтых карликов спектрального класса G, K и M, а также 3 белых карлика которые в список не попали.